# 柴田兵一郎

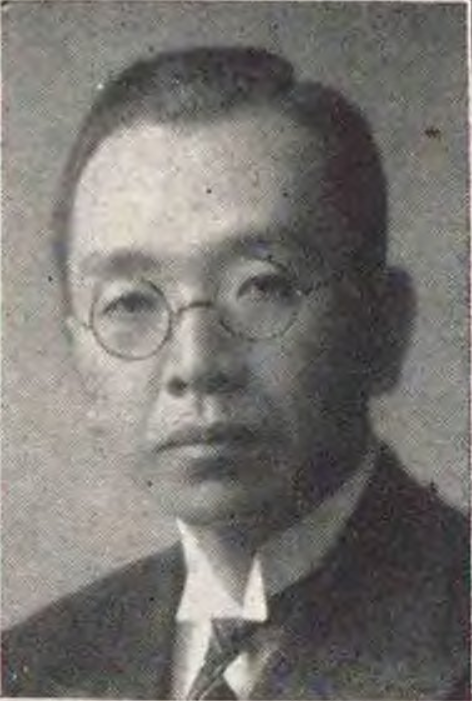
柴田兵一郎

柴田 兵一郎（しばた ひょういちろう、1899年（明治32年）6月4日 - 1976年（昭和51年）3月30日）は、大正末から昭和期の実業家、政治家。貴族院多額納税者議員、衆議院議員、岩手県岩手郡沼宮内町長。岩手町名誉町民。正四位勲二等。

## 経歴
岩手県岩手郡沼宮内町（現岩手町）で、柴田兵右衛門の孫として生まれた。1924年（大正13年）3月、慶應義塾大学経済学部を卒業。1925年（大正14年）に第一銀行に入り、東北銀行初代頭取、盛岡電燈取締役、沼宮内信用組合長、同農会長等のほか、沼宮内町長（1931年5月から3期在任）、盛岡地方裁判所人事調停委員などを務めた。
1939年（昭和14年）岩手県多額納税者として貴族院議員に互選され、同年9月29日に就任し、同和会に所属して1946年（昭和21年）4月16日まで在任。この間、逓信省委員、運輸通信省委員、運輸省行政委員等を務めた。
1946年（昭和21年）4月、第22回衆議院議員総選挙（岩手県全県区、日本進歩党）で当選し、衆議院議員に1期在任した。この間、第1次吉田内閣で大蔵参与官を務めた。その後、公職追放となる。追放解除後の1953年（昭和28年）4月の第26回総選挙（岩手県第1区、自由党）に立候補したが落選した。
1959年（昭和34年）7月、盛岡商工会議所会頭、同年8月、東北開発審議会委員に就任した。

## 親族
- 従兄弟 高橋寛城（岩手県会議長）[2]